# Carmen Mola
Carmen Mola é um pseudônimo coletivo de três escritores espanhóis de suspense policial. Os verdadeiros autores são Jorge Díaz, Agustín Martínez e Antonio Mercero, mais conhecidos como roteiristas de televisão. Os autores ganharam o Prêmio Planeta de Novela 2021, o livro literário ou prêmio de autor mais rico do mundo na época.

## Trabalhos
Mola é conhecido por "thrillers ultraviolentos do crime espanhol" com a inspetora de polícia Elena Blanco, e foi descrito como a espanhola Elena Ferrante. The Beast é um thriller histórico ambientado em uma epidemia de cólera em Madrid em 1834.

## Pseudônimo
Antes de outubro de 2021, o nome Carmen Mola foi dito pela editora como o pseudônimo de uma escritora nascida em Madrid, uma professora de quase 40 anos e mãe de três filhos que escrevia thrillers policiais em seu tempo livre. Depois de "seu" livro La Bestia (A Besta) ter sido premiado com o Prêmio Planeta de Novela 2021 por um romance inédito, foi revelado durante a cerimônia de premiação que o nome na verdade representa um grupo de três homens. São os roteiristas da televisão espanhola Jorge Díaz, Agustín Martínez e Antonio Mercero, todos na faixa dos 40 e 50 anos. O prêmio era de € 1.000.000 na época, o livro ou prêmio de autor mais valioso do mundo, seguido pelo Nobel.
Os três roteiristas eram amigos que em 2017 decidiram reunir seus talentos escrevendo thrillers de crime. Houve alguma controvérsia sobre o motivo pelo qual eles escolheram um pseudônimo feminino. Os autores disseram que foi puramente aleatório, mas alguns críticos afirmaram que foi um movimento de marketing astuto que beirou o inescrupuloso: houve entrevistas falsas com uma mulher que se presumia ser Mola e uma foto no site da editora mostrando uma mulher de costas para a câmera identificada como Mola.